# Verità (mitologia)

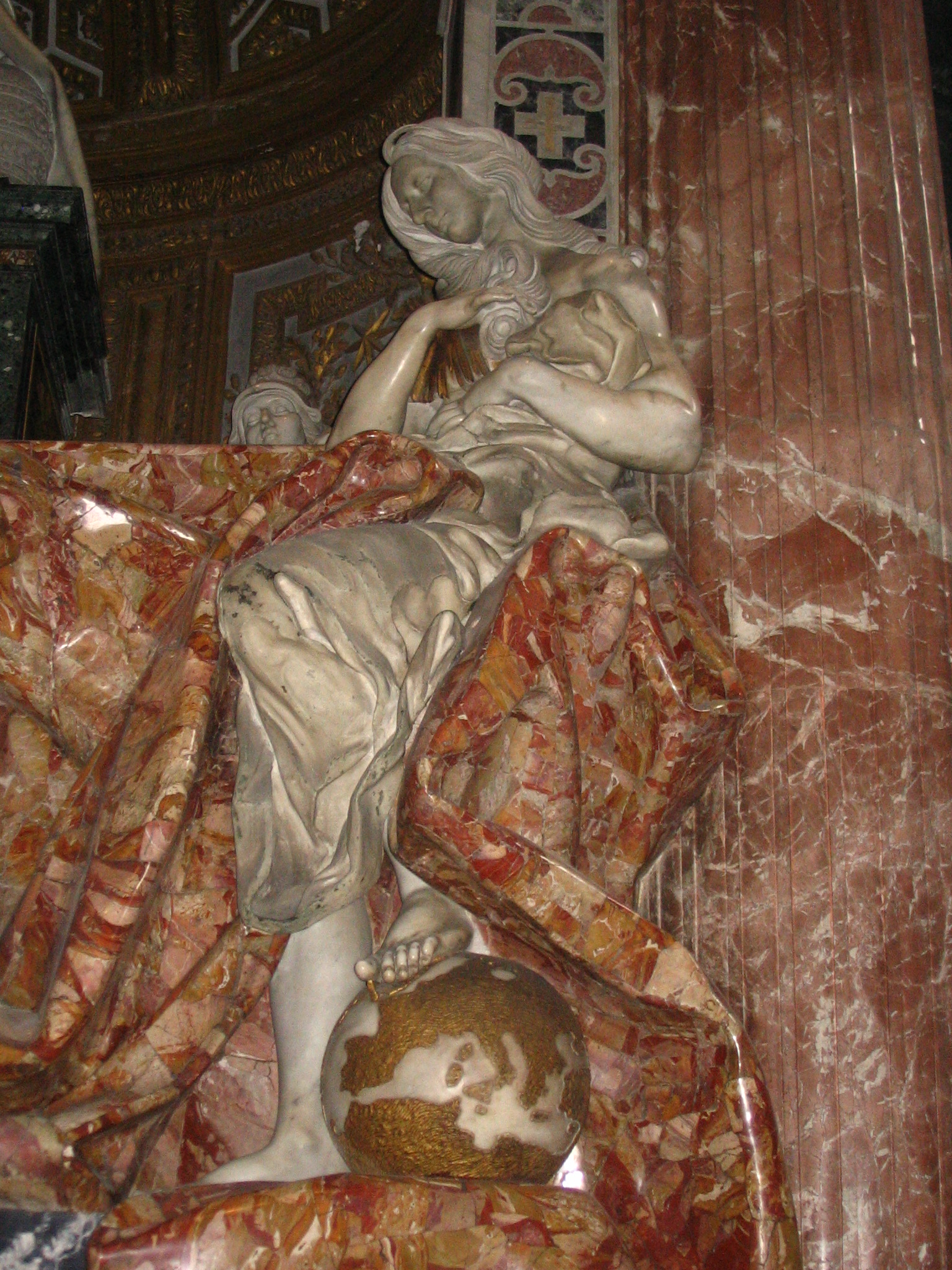
Statua della Verità dal monumento funebre di papa Alessandro VII.

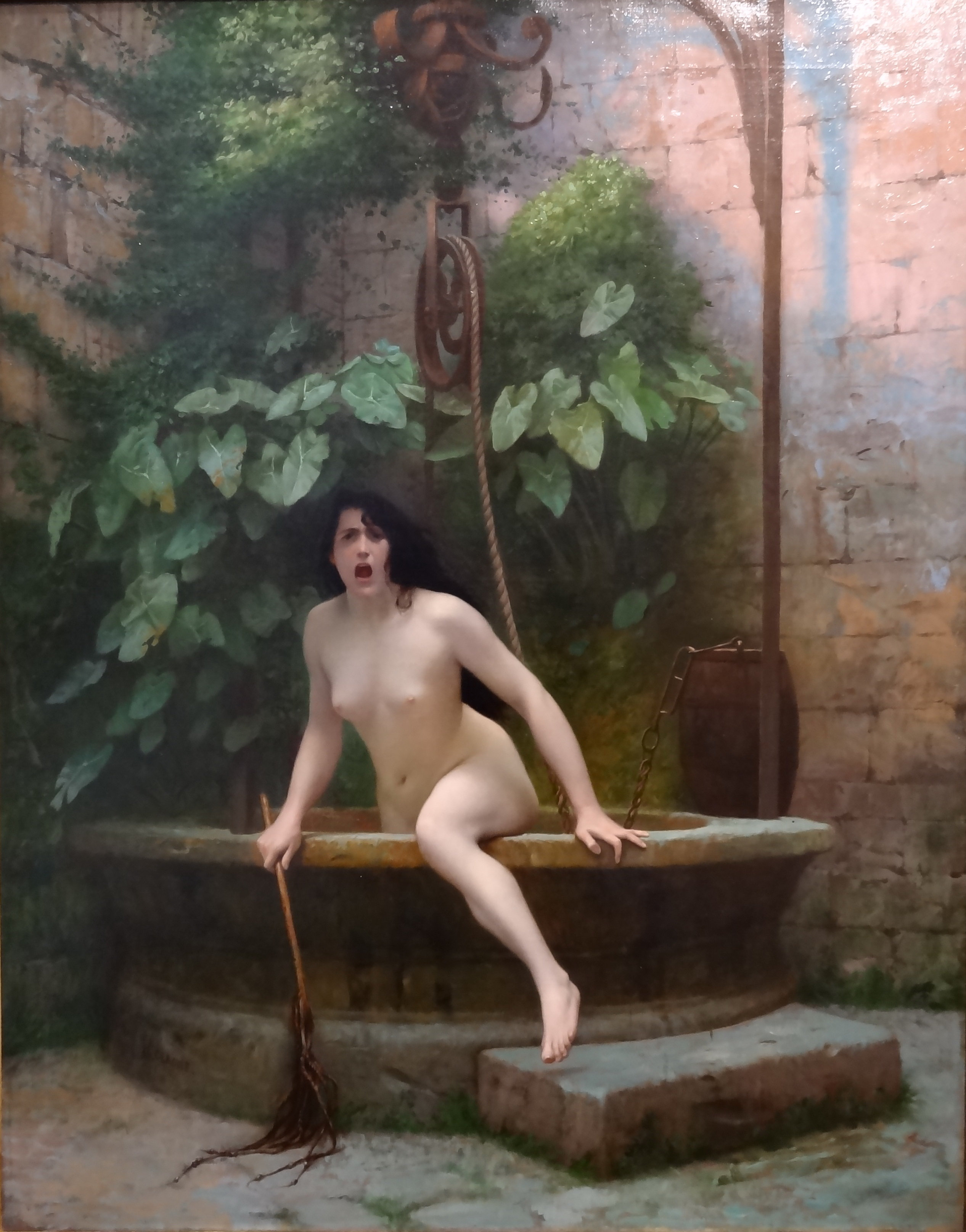
"La nuda verità esce dal pozzo" dipinto di chiara matrice simbolista di Jean Léon Gerome del 1896.

Verità (in latino Veritas, pronuncia classica o restituta: [ˈweː.rɪ.t̪aːs]) era la dea e la personificazione della verità nella mitologia romana, figlia di Saturno e madre della Virtù. Talvolta viene considerata la figlia di Giove o una creazione di Prometeo. La dea è nascosta nel fondo di un pozzo per la sua natura elusiva. Verità viene raffigurata sia come una vergine vestita di bianco, sia come una donna nuda (in latino nuda veritas) che regge uno specchio.
L'equivalente di Verità nella mitologia greca era Alétheia (in greco antico: Ἀλήθεια?). Tuttavia, il filosofo tedesco Martin Heidegger sostiene che il concetto greco di Alétheia (letteralmente "svelamento") sia diverso da quello romano di Veritas, dato che quest'ultima è legata a un senso di giustizia e volontà di potenza nicciano. Veritas in latino indicava anche l'onestà o sincerità, una delle virtù principali che doveva avere un buon cittadino romano.

## Leggenda

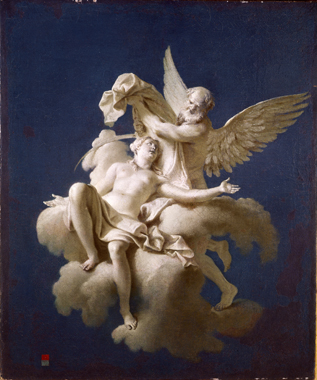
Bartolomeo Guidobono, La Verità scoperta dal Tempo, quadro dipinto prima del 1709

Verità è la protagonista di una leggenda del XIX secolo. Secondo la leggenda, Verità incontra Menzogna, la personificazione della bugia, la quale comincia a parlarle con sincerità, senza mentire. Poco dopo le due giungono ad un pozzo e Menzogna convince Verità a farsi un bagno. Menzogna, tuttavia, ne approfitta per rubare gli abiti di Verità e per scappare, presentandosi agli uomini come la Verità. Verità, uscita dal pozzo per recuperare le sue vesti, viene vista con disprezzo dagli uomini ed è costretta a tornare al pozzo, dove si nasconderà. La morale della storia è che la nuda Verità viene rifiutata per una bella Menzogna.

## Iconografia

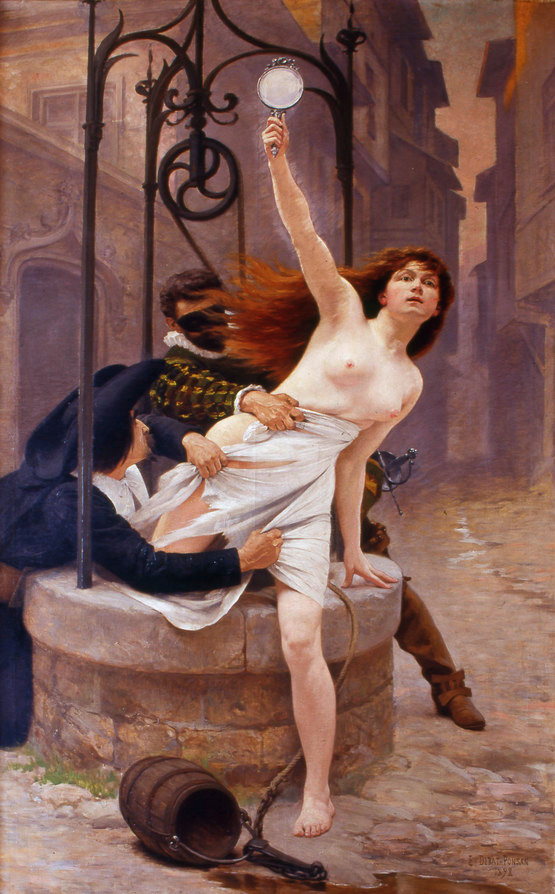
Édouard Debat-Ponsan, La Verità esce dal pozzo, 1898

La figura di Verità è presente nella storia dell'arte soprattutto a livello allegorico. L'iconografia di questa dea la rappresenta come una giovane vergine, nuda o vestita di bianco, spesso associata a degli oggetti come lo specchio (che simbolizza il fatto che non bisogna rifuggire dal guardarci dentro e conoscere noi stessi) o in relazione al suddetto pozzo. In una celebre iconografia canonizzata da Cesare Ripa, Verità tiene un sole in una mano e poggia una gamba su un globo, come nella scultura presente nel monumento funebre di papa Alessandro VII.
Inoltre, due temi presenti nella storia dell'arte sono quello della Verità scoperta dal Tempo, ripreso da Gian Lorenzo Bernini, Bartolomeo Guidobono e Theodoor van Thulden, e quello del Tempo che salva la Verità dalla Menzogna, ripreso da François Lemoyne e Nicola Pussino.
Durante i dibattiti sulla separazione tra Stato e Chiesa e l'affare Dreyfus, avvenuti nella terza Repubblica francese di fine Ottocento, venne molto utilizzata l'iconografia della Verità (Vérité in francese), come nel dipinto La Verità esce dal pozzo di Édouard Debat-Ponsan e nel dipinto La verità che esce dal pozzo di Jean-Léon Gérôme (in quest'ultimo dipinto, tuttavia, al posto dello specchio la dea tiene in mano una frusta, con la quale intende punire chi l'ha costretta a rimanere nel pozzo). Sempre di quel periodo è il dipinto La verità di Jules Joseph Lefebvre, che mostra la donna mentre regge uno specchio dal quale scaturisce un bagliore luminoso.

## Curiosità
Da questa dea prende il nome l'asteroide della fascia principale 490 Veritas.